# Batalla de Vértes
La batalla de Vértes (en húngaro: vértesi csata) fue un conflicto que se desencadenó en 1051, cuando el emperador Enrique III el Negro intentó invadir Hungría y fue vencido por el rey Andrés I de Hungría.

## Antecedentes del conflicto
Luego de la muerte de san Esteban I de Hungría en 1038, surgieron una serie de conflictos sucesorios en el reino, hasta que Andrés I se asegurase en el poder en 1046. Por otra parte, tras fallecer el emperador germánico San Enrique II, su sucesor, Conrado II, miembro de otra dinastía pretendió tomar a Hungría como reino vasallo. El hijo de Conrado II, Enrique III, también continuó con esta misma política, y así atacó el reino de Hungría en 1051.

## La batalla
Enrique III entró en territorio húngaro con un enorme ejército germánico y marchó sin impedimento alguno hasta la ciudad de Székesfehérvár, siendo ésta una estrategia del rey Andrés I de Hungría y su hermano menor Béla. No hubo un enfrentamiento directo entre ambas partes, pero durante la noche las fuerzas húngaras atacaron esporádicamente al ya extenuado ejército germánico. De esta forma, el ejército germánico giró de regreso hacia la frontera húngara, torturados por el hambre, hasta que llegasen al bosque Vértes, donde los húngaros finalmente actuaron.
Si bien el combate no resultó fácil para los húngaros, según las crónicas, los soldados del ejército germánico arrojaron sus armas y pesadas armaduras huyendo a toda velocidad fuera de los territorios de Hungría. Según la leyenda, la zona obtuvo el nombre de Vértes, luego de que los germánicos dejasen todo el campo de batalla cubierto por sus armaduras (en húngaro: vért).

## Consecuencias de la batalla
Luego de esta derrota, los ejércitos germanos volvieron a ser repelidos por Andrés I de Hungría en la batalla de Bratislava en 1052, terminando definitivamente con las pretensiones de Enrique III sobre Hungría.